# Rashida Tlaib
Rashida H. Tlaib (Detroit, 24 de julio de 1976) es una abogada y congresista estadounidense de origen palestino. Es una exparlamentaria demócrata en la Cámara de Representantes de Míchigan. Tras jurar su cargo el 1 de enero de 2009 (en el primero de sus mandatos, en el que representaba al 12º Distrito), Tlaib se convirtió en la primera mujer musulmana estadounidense en la Cámara de Representantes de Míchigan y en la segunda mujer musulmana en la historia de los EE. UU. en ser elegida para cualquier cámara estatal estadounidense.
En 2018, Tlaib ganó las primarias demócratas y se convirtió en la candidata de este partido para el escaño del 13º Distrito de Míchigan en el Congreso de los Estados Unidos. El Partido Republicano no presentó candidatura en este distrito y el 6 de noviembre de 2018 se convirtió en la primera mujer palestino-estadounidense y la primera mujer musulmana (junto con Ilhan Omar) en obtener un escaño en el Congreso de los Estados Unidos. En las elecciones de noviembre de 2020, Tlaib fue reelegida sin dificultad como congresista demócrata por Míchigan.
Forma parte del ala más izquierdista del Partido Demócrata, y es conocida por formar parte de un grupo de políticas especialmente beligerantes con Donald Trump, conocido como The Squad e integrado también por las congresistas Ilhan Omar, Alexandria Ocasio-Cortez y Ayanna Pressley.

## Biografía
La mayor de 14 hermanos, Rashida Tlaib nació el 24 de julio de 1976 en una familia de inmigrantes palestinos de clase obrera en Detroit, Míchigan. Su madre nació en Beit Ur al-Fauqa, cerca de la ciudad cisjordana de Ramala. Su padre nació en Beit Hanina, un pueblo cercano a Jerusalén. Emigraron primero a Nicaragua y desde allí a Detroit, donde su padre trabajó en una cadena de montaje en una fábrica de la Ford Motor Company. Siendo la mayor, Tlaib tuvo una importante función en la crianza de sus hermanos mientras sus padres trabajaban, aunque a veces tuvieron que solicitar ayuda a los servicios sociales.
Rashida Tlaib fue a la escuela primaria en Harms, a la Bennett Elementary y a la Academia Phoenix. Se graduó en 1994 en el Instituto Southwestern de Detroit y luego estudió en la Universidad Estatal Wayne, donde  obtuvo un título en Ciencias Políticas en 1998. Siguió estudiando hasta obtener un grado de derecho en la Escuela de Derecho Thomas Cooley en 2004. Fue la primera de su familia en ir a la universidad.
En 1997, Tlaib se casó con Fayez Tlaib en la localidad palestina de Beit Ur al-Fauqa, de donde es originaria su familia. Juntos han tenido dos hijos, Adam y Yousif.

## Carrera política
Tlaib comenzó su carrera política en 2004, cuando empezó a trabajar de interina para el representante del Estado Steve Tobocman. Cuando Tobocman se convirtió en el Líder de la Mayoría en 2007, contrató a Tlaib para su equipo de trabajo.
En 2008, Tobocman animó a Tlaib a presentarse por su escaño, que quedaría vacante debido a la limitación de mandatos. El distrito urbano está compuesto por un 40% de hispanos, un 25% de afroamericanos, un 30% de blancos y un 2% de árabes estadounidenses. Tlaib compitió en unas primarias muy concurridas en las que participaban varios hispanos, incluido la anterior Representante del Estado Belda Garza. Tlaib salió victoriosa y obtuvo el 44% del voto en unas primarias demócratas con ocho candidatos. El 12º Distrito es abrumadoramente demócrata y Tlaib fue elegida con más del 90% del voto. 

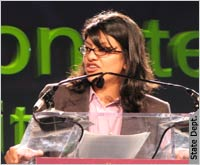
Tlaib en 2010

En 2010, Tlaib afrontó unas nuevas primarias contra Jim Czachorowski, que participaba por primera vez en unas elecciones. Tlaib obtuvo el 85% del voto y Czachorowski el 15%. Tlaib también ganó las Elecciones Generales con el 92% del voto, enfrentándose a Darrin Daigle, que se presentaba por segunda vez.
En 2012, Tlaib obtuvo la reelección para la Cámara de Representantes de Míchigan en el recientemente establecido 6º Distrito, derrotando en este proceso a Maureen Stapleton.  No pudo presentarse otra vez en 2014 debido a la limitación de mandatos.
Durante su mandato, Tlaib fue una de los 10 musulmanes que trabajaban en cámaras estatales a lo largo de los Estados Unidos. Es la segunda musulmana  que sirve en la Cámara de Representantes de Míchigan tras James Karoub. También es la segunda mujer musulmana en una cámara de representantes a nivel nacional, después de Jamilah Nasheed de Misuri. Tlaib y Justin Amash, un republicano que también fue elegido en 2008, son los dos primeros miembros de la comunidad palestino-estadounidense en la Cámara de Representantes de Míchigan.
Tras abandonar su carrera política estatal, Tlaib pasó a trabajar en el Sugar Law Center, una organización sin ánimo de lucro de Detroit que proporciona asistencia legal gratuita a los trabajadores.
El 8 de agosto de 2016, Tlaib asistió a un discurso del entonces candidato presidencial Donald Trump en el Cobo Hall y le pidió que devolviese un Corazón Púrpura que le había dado esa misma semana el Teniente Coronel Louis Dorfman, denunciando que Trump no se había ganado la medalla. Tlaib fue expulsada del local poco después.

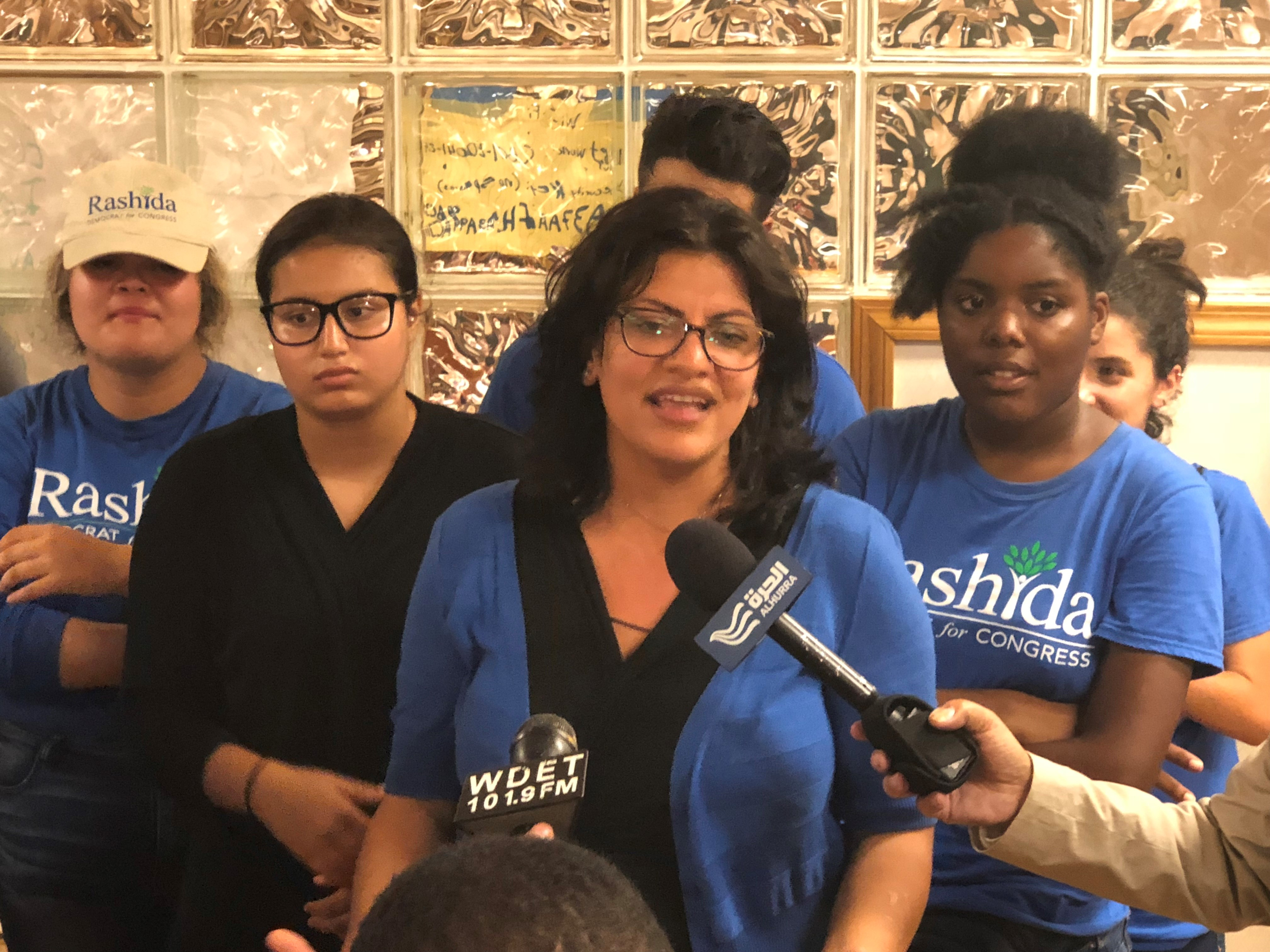
Tlaib en Detroit durante la campaña de las elecciones a la Cámara de Representantes de 2018.

En 2018, Tlaib anunció su intención de competir por el escaño en el Congreso de los Estados Unidos de John Conyers, de 89 años y acusado de acoso sexual. En las primarias de su partido para dicha candidatura, derrotó a Brenda Jones, presidenta del Consejo Municipal de Detroit, a Bill Wild, alcalde de Westland, y a Ian Conyers, sobrino nieto de John Conyers. Al conocer su victoria en las primarias demócratas y, por lo tanto, su casi seguro puesto en el Congreso estadounidense, Tlaib declaró: "Cuando ves triunfar a una persona palestina con tu nombre y tu credo, eso demuestra que [al gobierno] puede prohibirnos venir al país, pero no puede prohibir que nos elijan".
En las elecciones legislativas estadounidenses del 6 de noviembre de 2018, Tlaib obtuvo su escaño en el Congreso de los Estados Unidos por el 13º Distrito de Míchigan. Recibió 163.782 votos, el 84,6% del total de los votos de su distrito, derrotando a los candidatos Sam Johnson (del partido Working Class), que obtuvo un 11,3%, y a Etta Wicoxson, de los Verdes, con un 4,1%. Se convirtió así en la primera mujer de origen palestino en el Congreso y en la primera mujer musulmana (junto con Ilhan Omar) en acceder a dicha institución. Junto con Alexandria Ocasio-Cortez, entró en el Congreso como miembro de los Socialistas Democráticos de América.
Antes incluso de su entrada en el Congreso, Tlaib ha generado una serie de polémicas políticas en torno al conflicto palestino-israelí. Por un lado, se ha declarado defensora del movimiento BDS (Boicot, Desinversiones y Sanciones) contra Israel hasta que este país termine la ocupación de los territorios palestinos. Por otro lado, ha anunciado que encabezará un viaje de congresistas estadounidenses a Palestina para que puedan comprobar la situación sobre el terreno, en contraposición al tradicional viaje de congresistas a Israel organizado por el lobby proisraelí AIPAC. Además, ha declarado que apoya la solución de un estado para el conflicto, según la cual Palestina e Israel conformarían un solo estado en el que todos sus habitantes tendrían los mismos derechos, algo a lo que se oponen la propia Israel y Estados Unidos porque supondría el fin del carácter judío de Israel.
El jueves 3 de enero de 2019, Rashida Tlaib tomó posesión de su cargo en el Congreso de los Estados Unidos. Lo hizo vestida con un zobe, una prenda tradicional palestina con los colores de su pueblo de origen, y juró su cargo sobre una edición del Corán que perteneció a Thomas Jefferson. En el verano de 2019, Tlaib y otras tres congresistas demócratas más (Alexandria Ocasio-Cortez, Ayanna Pressley e Ilhan Omar), a quienes se las conoce informalmente como "The Squad" (el escuadrón), fueron el blanco de unas durísimas críticas de Donald Trump, quien llegó a decirles que si no les gustaba Estados Unidos volvieran a sus países. Dado que todas ellas son estadounidenses -tres de ellas de nacimiento y una, Omar, nacionalizada-, numerosos medios de comunicación y políticos estadounidenses acusaron a Trump de racismo.
El 15 de agosto de 2019, el estado de Israel determinó impedir a Tlaib y a Ilhan Omar la entrada a dicho país. De acuerdo con The Times of Israel, la viceministra israelí de Exteriores Tzipi Hotovely declaró que Israel «no permitiría la entrada a aquellos que niegan nuestro derecho a existir en este mundo», considerando la medida como una «decisión muy justificada». Donald Trump había presionado al gobierno de Benjamin Netanyahu para adoptar dicha postura y poco antes de la decisión de Israel el presidente de los Estados Unidos había llegado a declarar en Twitter que Israel «demostraría gran debilidad» si permitiera la entrada al país de las dos legisladoras estadounidenses (Tlaib y Omar) que pretendían realizar una visita a Cisjordania. El Ministerio de Interior israelí tramitó no obstante la solicitud de Tlaib —que había comunicado en una carta dirigida al ministro del Interior Aryé Dery que quería ver a su abuela nonagenaria y que aceptaría no promover el boicot a Israel durante su estancia en Palestina— con base en unos «fundamentos humanitarios», aunque Tlaib finalmente cambió de opinión y decidió no visitar el país, sosteniendo que «visitar a mi abuela bajo estas opresivas condiciones va contra todo lo que yo creo, la lucha contra el racismo, opresión e injusticia».
En diciembre de 2019, una investigación del diario británico The Guardian reveló que Rashida Tlaib y su compañera demócrata Ilhan Omar habían sido víctimas de una campaña masiva de desprestigio mediante noticias falsas en la red social Facebook. Este ataque, organizado por un grupo ultraderechista israelí, había llevado noticias falsas e islamófobas a más de un millón de usuarios de Facebook en las que se mencionaba a Tlaib en al menos 1200 ocasiones.
A comienzos de 2020, una campaña publicitaria del American Israel Public Affairs Committee (AIPAC en sus siglas inglesas) representó a Tlaib junto con las también congresistas Ilhan Omar y Betty McCollum y un texto que decía, en alusión a ellas, "Tiene una importancia crítica que protejamos a nuestros aliados israelíes, especialmente cuando se enfrentan a la amenaza de Irán, Hamás, Hezbolá, el Estado Islámico y -lo que es quizá más siniestro- justo aquí, en el Congreso de los Estados Unidos". AIPAC tuvo que disculparse públicamente poco después por esta campaña.
En septiembre de 2020, la entonces candidata al congreso por el Partido Republicano Marjorie Taylor Greene colgó en sus redes sociales una imagen de sí misma portando un rifle, superpuesta a otra imagen de Rashida Tlaib, Ilhan Omar y Alexandria Ocasio-Cortez y con la frase "necesitamos cristianos conservadores fuertes que pasen a la ofensiva contra estas socialistas que quieren desgarrar nuestro país". Al día siguiente, Facebook eliminó la imagen alegando que incumplía sus normas.
En las primarias del Partido Demócrata en Míchigan que tuvieron lugar a comienzos de agosto de 2020, Rashida Tlaib derrotó con facilidad a su principal adversaria, la concejala de Detroit Brenda Jones, y se aseguró así la renovación de su candidatura demócrata al Congreso. Tlaib renovó su escaño como congresista demócrata por Míchigan en las elecciones de noviembre de 2020, obteniendo el 77,9% de los votos de su distrito electoral frente al 18,8% del candidato republicano, David Dudenhoefer, y al 1,9% del candidato del partido Clase Obrera, Sam Johnson.

### Posiciones políticas
Rashida Tlaib es considerada una progresista a la izquierda del Partido Demócrata, al ser miembro, como Alexandria Ocasio-Cortez, de los Socialistas Democráticos de América (DSA). Apoya el aumento del salario mínimo a 15 dólares la hora y la cobertura sanitaria universal.
Como congresista de uno de los estados más pobres de Estados Unidos, es especialmente activa en cuestiones sociales. Inició un proyecto de ley para establecer un crédito fiscal reembolsable para la clase media. También está comprometida con el Green New Deal y con la subida de impuestos a los más ricos.
En cuestiones de política exterior, según Benjamin Haddad (director europeo del Atlantic Council), Rashida Tlaib y su colega Ilhan Omar "forman parte de una nueva generación de la izquierda demócrata que está cuestionando algunos de los fundamentos del poder estadounidense a nivel más global". Se oponen al intervencionismo en Oriente Próximo, abogan por una reducción del presupuesto de defensa, cuestionan la alianza con Israel, etc.

## Trayectoria electoral
- Campaña para la Cámara Estatal (2008)
  - Rashida Tlaib (D), 90%
  - Darrin Daigle (R), 10%
- Primarias demócratas para la Cámara Estatal (2008)
  - Rashida Tlaib (D), 44%
  - Carl Ramsey (D), 26%
  - Belda Garza (D), 9%
  - Daniel Solano (D), 7%
  - Lisa Randon (D), 7%
  - Denise Hearn (D), 5%
  - Rochelle Smith (D), 1%
  - Nellie Saenz (D), 1%
- Primarias demócratas para la Cámara Estatal (2010)
  - Rashida Tlaib (D), 85%
  - Jim Czachorowski (D), 15%
- Campaña para la Cámara Estatal (2010)
  - Rashida Tlaib (D), 92%
  - Darrin Daigle (R), 8%
- Elecciones legislativas para el Congreso de los Estados Unidos (2018)
  - Rashida Tlaib (D), 84,6%
  - Sam Johnson (WK), 11,3%
  - Etta Wilcoxson (G), 4,1%

- Elecciones legislativas para el Congreso de los Estados Unidos (2020)
  - Rashida Tlaib (D), 77,9%
  - David Dudenhoefer (R), 18,8%
  - Sam Johnson (WK), 1,9%